# Semaine sainte
Pour La nouvelle de Tchekhov, voir Semaine sainte (nouvelle).

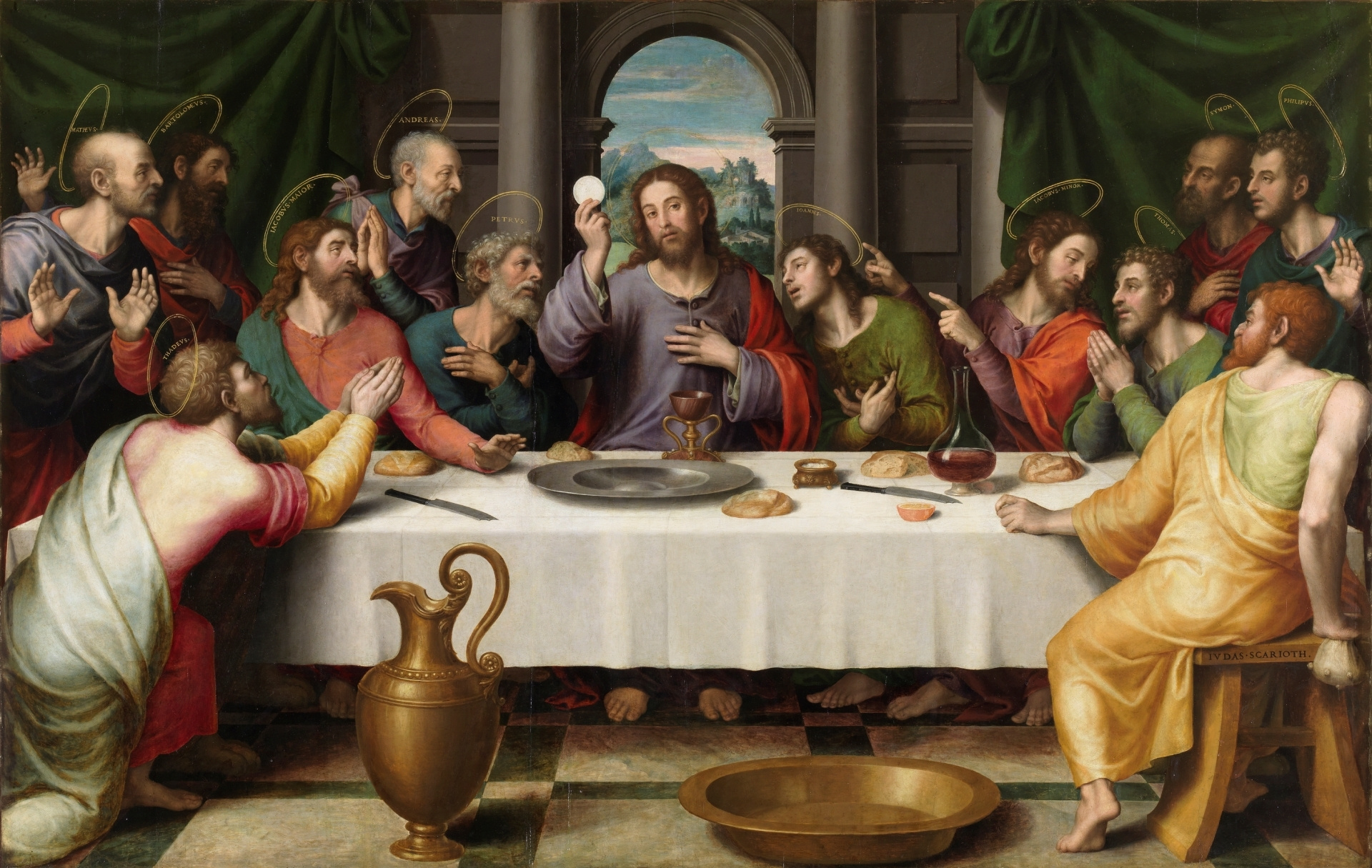
Le dernier souper (la Cène).

La Semaine sainte est, pour les chrétiens, la semaine précédant Pâques et la dernière partie du Carême. Elle est destinée à commémorer la Passion du Christ. Le Triduum pascal de la Passion et de la Résurrection du Christ commence le jeudi soir de cette semaine et se termine le soir du dimanche de Pâques. Ces trois jours sont le sommet de l'année liturgique car c'est par sa mort que le Christ a détruit la mort et c'est en ressuscitant qu'il a restauré la vie.
Les chrétiens orthodoxes l'appellent la Grande Semaine. Les orthodoxes de Roumanie utilisent le plus souvent l'appellation Semaine des souffrances. Les offices de la semaine sainte ont la particularité de commencer par les complies et les matines et de s'achever par les vêpres (là où c'est normalement l'office de vêpres qui commence le jour liturgique).
La Semaine sainte est composée de cérémonies liturgiques qui n'ont lieu qu'une fois par an. La première d'entre elles est le dimanche des Rameaux.

## Dimanche des Rameaux

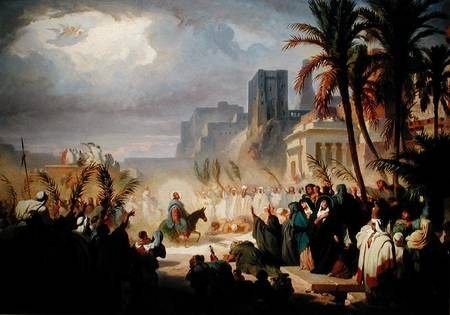
Le dimanche des Rameaux.

La Semaine sainte s'ouvre par le dimanche des Rameaux, considéré comme l'une des douze grandes fêtes de l'année liturgique. C'est un dimanche festif, car il célèbre l'entrée du Christ à Jérusalem, où il est accueilli triomphalement par le peuple tenant des palmes. Les fidèles apportent ce jour des rameaux et le prêtre les bénit. Cependant, la venue du Christ à Jérusalem marque le début de la Passion du Christ, vers laquelle il s'avance volontairement. Ce dimanche ouvre donc la Semaine sainte. Dans l'Église catholique, on y lit le récit de la Passion du Christ (1962 : Passion selon saint Matthieu ; 1969 : en alternance, saint Matthieu, saint Marc ou saint Luc).
Dans le rite byzantin, contrairement à tous les autres dimanches de Carême, on célèbre la liturgie de saint Jean Chrysostome et non celle de saint Basile. Le dimanche des Rameaux est étroitement lié au samedi qui le précède, où l'on commémore la résurrection de Lazare par le Christ. Le samedi de Lazare et le dimanche des Rameaux sont deux jours à part dans la période de préparation à Pâques, et font office de transition entre le Carême, qui se concentre sur l'ascèse, et la Semaine Sainte, qui contemple la montée vers la Passion et le mystère de la Croix.

## Lundi, mardi et mercredi saint
Du Lundi saint au Mercredi saint, il n'y a plus de cérémonie particulière dans l'Église catholique, sauf la messe chrismale qui a lieu normalement le jeudi matin, mais peut être avancée un précédent jour de la Semaine sainte,. Avant 1969, dans la tradition romaine, on lisait à la messe en guise d'Évangile la Passion selon saint Marc (le mardi) et la Passion selon saint Luc (le mercredi)

### Dans le rite byzantin
Dans la tradition byzantine, est célébré ces trois jours un office de matines dit « de l’Époux », d'après l'apolytikion commun à ces trois jours qui identifie la montée du Christ vers la Passion avec l'arrivée de l’Époux dans la parabole des dix vierges. Le Lundi Saint commémore le Patriarche Joseph, modèle de tempérance en Égypte, le Mardi Saint développe la symbolique de la dessiccation du figuier par Jésus, et le Mercredi Saint insiste sur le geste de l'onction des pieds du Christ par la prostituée repentie (notamment à travers une hymne particulièrement célèbre en Grèce, œuvre de sainte Cassienne de Constantinople) ainsi que sur la décision de Judas de trahir Jésus.

## Jeudi saint
Le Jeudi saint a lieu, dans l'Église catholique (ou bien le Mercredi saint dans certains diocèses, et le plus souvent le mardi en France), la bénédiction des saintes huiles et la confection du saint chrême dans la cathédrale par l'évêque ; c'est la messe chrismale. Le lavement des pieds est célébré dans l'après-midi ou avec la messe du soir. Le soir a lieu une seconde messe, la messe de la Cène. C'est la dernière messe avant celle de la nuit de Pâques.
Dans le rite byzantin, trois événements sont rappelés le Jeudi saint : le lavement des pieds, la cène mystique et la trahison de Judas. Les vêpres sont jointes à la liturgie de saint Basile le Grand. Dans les monastères et les cathédrales, l'évêque ou le père abbé lave les pieds de douze hommes, clercs ou moines.

## Vendredi saint

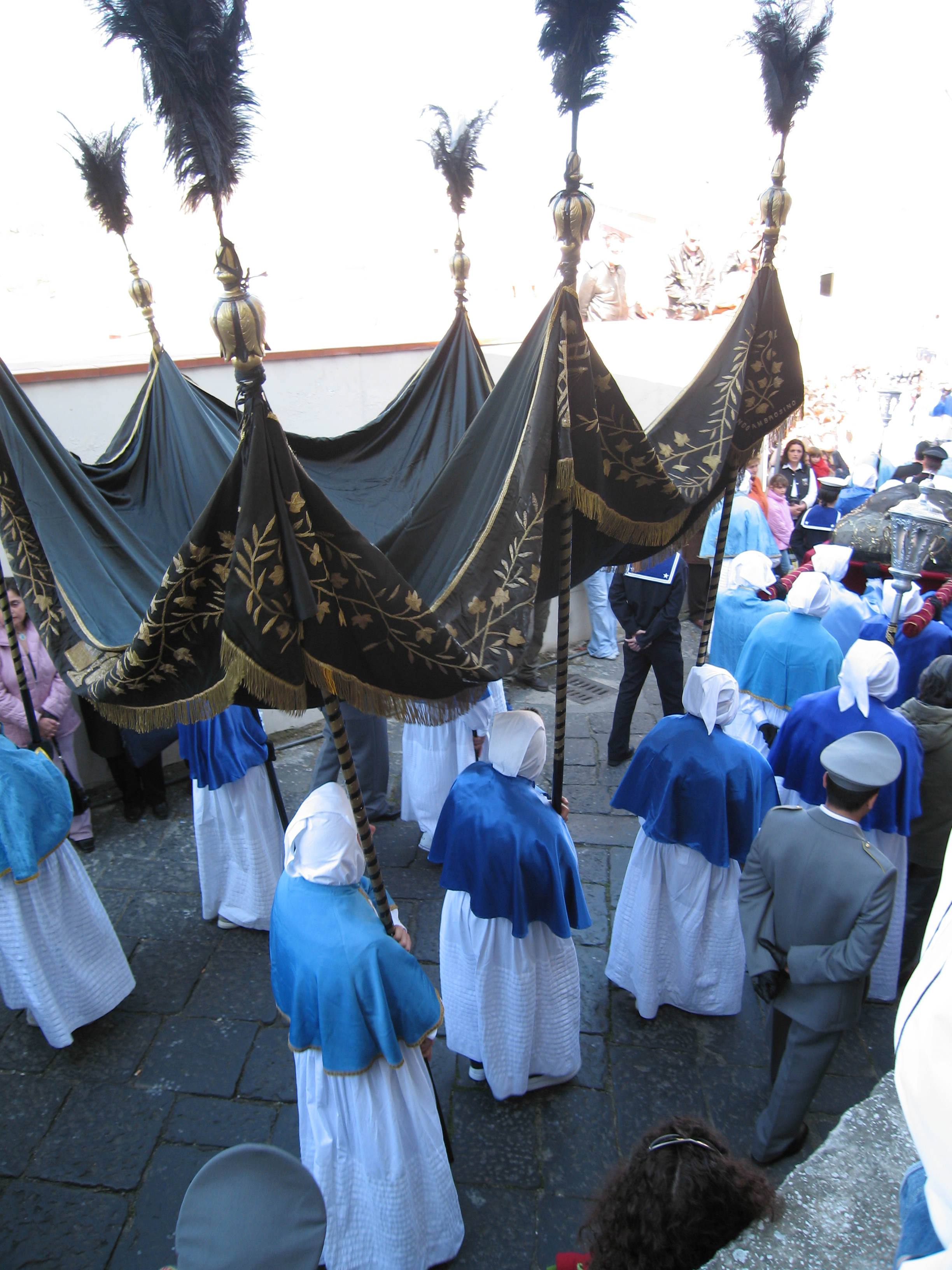
La procession des mystères du Vendredi saint à Procida.

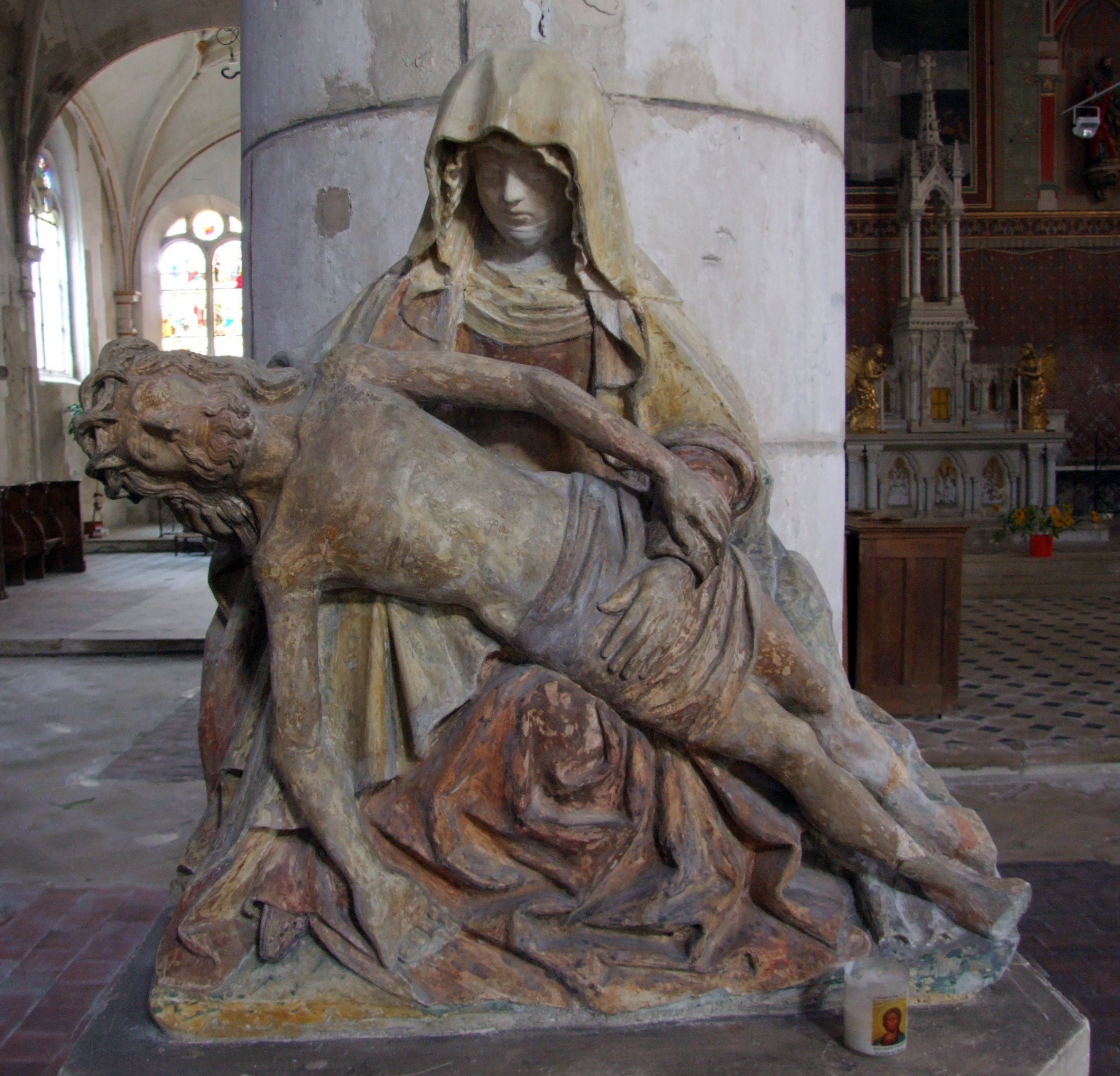
La Pietà.

Le Vendredi saint, l'Église est en deuil, il n'y a pas de messe. Traditionnellement dans l'après-midi il y a dans chaque paroisse un chemin de croix, souvent à 15 h, puis le soir une célébration liturgique, la célébration de la Passion et de la Croix, qui suit le même déroulement qu'une messe : trois lectures, la troisième étant la Passion selon saint Jean ; une prière universelle solennelle ; la vénération de la Croix ; la communion avec les hosties consacrées la veille à la messe du soir ; c’est pourquoi on appelle traditionnellement l’office solennel du Vendredi saint « la messe des présanctifiés ».
Dans le rite byzantin, on célèbre les matines avec la lecture de douze péricopes évangéliques (souvent le jeudi au soir), puis les Heures Royales (le matin), et enfin les Vêpres de l'Ensevelissement (en début d'après-midi), au cours desquelles l'épitaphion est porté au milieu de l'église.

## Samedi saint
Le Samedi saint il n'y a pas non plus de messe. Le soir, on procède à la veillée pascale (bénédiction du feu nouveau, de l'eau baptismale, annonce de la Résurrection), puis on célèbre la messe solennelle de la Vigile pascale.
Dans le rite byzantin, on célèbre les matines devant l'épitaphion, avant de sortir en procession ; puis les vêpres sont jointes à la liturgie de saint Basile le Grand. Héritage de l'antique pratique du baptême des catéchumènes en ce jour, il y a après le lucernaire quinze parémies (lectures vétéro-testamentaires) qui annoncent la Résurrection du Christ. Juste avant l'office de matines de Pâques, on chante l'office de minuit, qui fait partie de la Semaine Sainte. Ces offices, quoique célébrés de manière discrète, sont déjà empreints de la joie de la Résurrection du Christ, et contemplent la détresse de l'enfer devant la venue du Sauveur.

## Dictons associés
Plusieurs dictons sont associés à cette fête : 
- « Semaine sainte pluvieuse, une année ruineuse »,
- « Quand il gèle pendant la Semaine sainte, l'année est grainée »[6].

## Célébrations notables

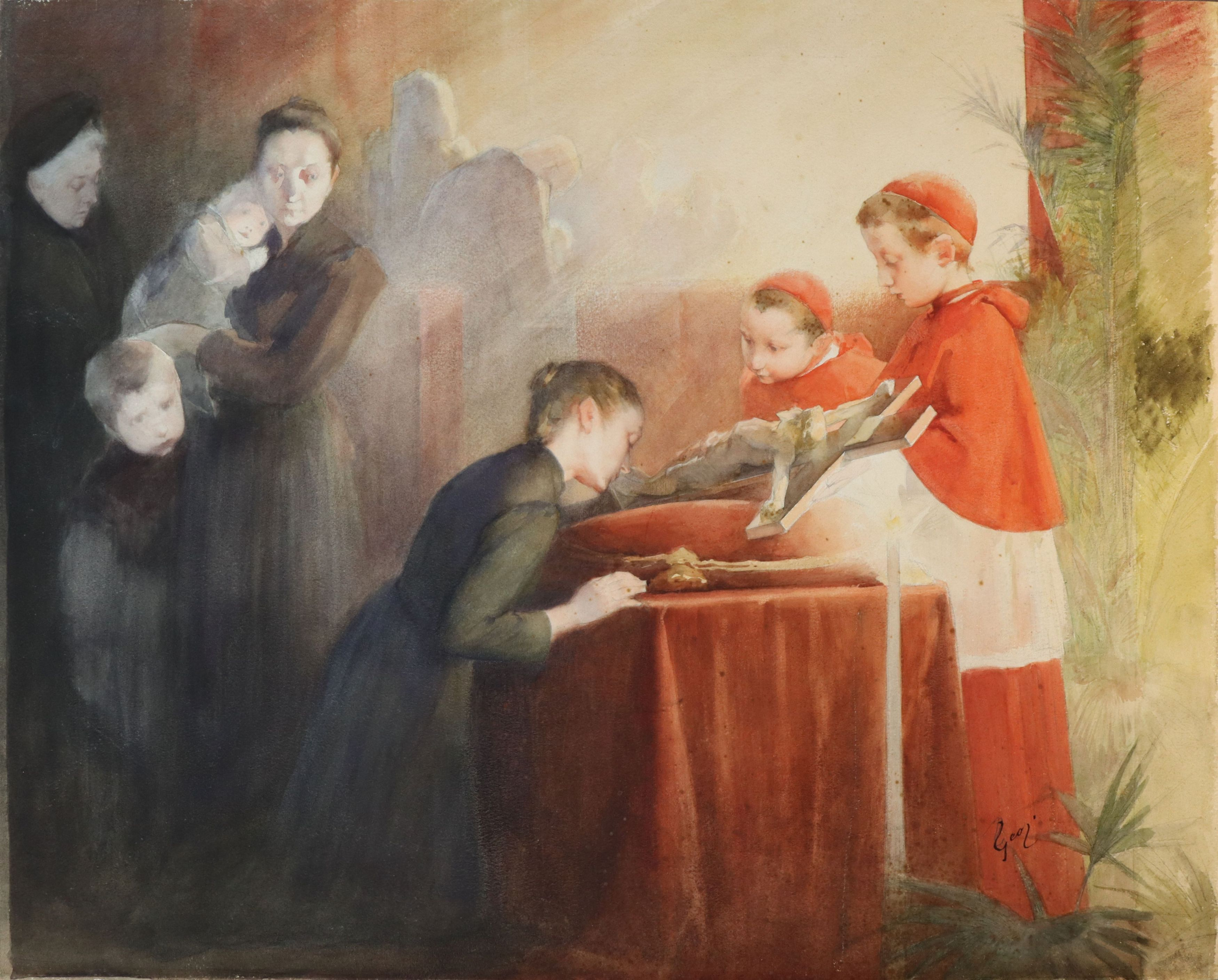
L'Adoration de la Croix, Jean Geoffroy (1853-1924).

Espagne
- Semaine sainte à Calanda (es)
- Semaine sainte à Malaga (es)
- Semaine sainte à Palencia
- Semaine sainte à Séville
- Semaine sainte à Viveiro

 France
- Procession de la Sanch

 Italie
- Semaine sainte à Tarente
- Procession des mystères de Trapani (it)
- Semaine sainte à Collesano avec « la Cercha »

 Malte
- Semaine sainte à Malte (en)

 Portugal
- Semaine sainte à Braga

 Colombie
- Semaine sainte à Popayán

 Suisse
- Semaine sainte à Fribourg[7]